# Zona conurbada de Ocotlán
La zona conurbada de Ocotlán es una de las áreas metropolitanas que hay en el estado mexicano de Jalisco. Está ubicada en la región Ciénega conformada por los municipios de Jamay, Ocotlán y Poncitlán.
Es la tercera zona metropolitana más poblada del estado después de Puerto Vallarta y Guadalajara.

## Municipios
|       |           |                  |           |                                 |
| Clave | Municipio | Población (2020) | Cabecera  | Población de la cabecera (2020) |
| ----- | --------- | ---------------- | --------- | ------------------------------- |
| 14047 | Jamay     | 24,894           | Jamay     | 18,607                          |
| 14063 | Ocotlán   | 106,050          | Ocotlán   | 94,978                          |
| 14066 | Poncitlán | 53,659           | Poncitlán | 14,636                          |

## Demografía
La población total de los municipios de Jamay, Ocotlán y Poncitlán es de 184,603 habitantes de los cuales 93,984 son mujeres y 90,619 son hombres. 

### Lengua indígena
La población de 3 años y más que habla una lengua indígena en el año 2020 fue de 468 habitantes 
Las lenguas indígenas más habladas fueron: Tarasco con 161 hablantes, Náhuatl 110 hablantes y Mixe con 52 hablantes.